# Sango-Zao
Sango-Zao är en klan i Liberia.   Den ligger i regionen Nimba County, i den nordöstra delen av landet, 290 km öster om huvudstaden Monrovia.